# Rambo 2 - La vendetta
Rambo 2 - La vendetta (Rambo: First Blood Part II) è un film del 1985 diretto da George Pan Cosmatos.
Si tratta del sequel del celebre film Rambo, sempre con Sylvester Stallone e Richard Crenna. Anche in questa pellicola Stallone ha partecipato alla sceneggiatura.

## Trama
Sono passati tre anni dagli eventi del primo film. L'ex berretto verde, reduce della guerra vietnamita, John Rambo è costretto ai lavori forzati come pena per i disastri combinati nel primo capiolo, spaccando pietre in un penitenziario del Washington. Un giorno, Rambo riceve visita del suo ex comandante ed amico, il colonnello Samuel Trautman, che ha ottenuto il permesso di farlo scarcerare a patto di ritornare nel nord del Vietnam per una nuova missione, così da riottenere in cambio la libertà definitiva.
Trautman informa Rambo che la missione consisterà nel ricercare gli ultimi prigionieri di guerra statunitensi ancora reclusi in alcuni campi militari vietnamiti. Rambo accetta e, tempo dopo, raggiunge una base militare americana in Thailandia, incontrando Marshall Murdock, un burocrate che dipende direttamente dal governo di Washington e comandante delle operazioni speciali. Arrivato oltre il Laos, scortato direttamente via aereo (e dopo un inaspettato imprevisto verificatosi proprio durante il lancio dove Rambo ha rischiato di morire), il soldato giunge in Vietnam ed incontra il suo contatto accennatogli in precedenza da Trautman: una ragazza vietnamita di nome Co Bao, che collabora con il governo statunitense.
Una volta infiltrato in uno di questi campi di concentramento nemici, s'imbatte nei numerosi prigionieri di guerra relegati in condizioni disumane; in contrasto alle disposizioni della missione, dove Murdock gli aveva raccomandato di soltanto documentare il sito scattando delle fotografie, decide di liberare un prigioniero crocifisso su di una pianta. Co Bao viene tradita da un contrabbandiere di sua conoscenza, che tenta di consegnare i tre ai soldati vietnamiti, ma Rambo riesce ad ucciderlo insieme ai suoi complici, salvando così il compatriota e la ragazza, guadagnandosi il suo amore.
Facendo rispettare i piani stabiliti in precedenza, Trautman riesce a convincere Murdock ed i suoi uomini a tornare in Vietnam per recuperare Rambo. Una volta arrivato sul posto, Trautman nota che Rambo ha liberato un prigioniero e lo comunica alla base, ma Murdock, preoccupato di farsi smascherare, ordina ad Ericson, il pilota dell'elicottero, di annullare la missione e di rientrare alla base, abbandonando così il berretto verde ed il prigioniero al loro destino proprio quando manca poco per recuperarli. Trautman è costretto con una pistola alla testa a ritornare in Thailandia sull'elicottero di Ericson, venendo messo agli arresti. Il soldato viene così circondato dai soldati vietnamiti e dai loro capitani Vinh e Kinh; qui viene imprigionato nel campo di concentramento. Lì viene torturato prima nel letame dei maiali con le sanguisughe, con la corrente elettrica e con il suo stesso coltello arroventato da parte del pericoloso colonnello sovietico Podovskij e del suo sergente Yushin, giunti sul posto in quanto alleati dei vietnamiti.
Tornato in Thailandia, Trautman scopre il piano del corrotto Murdock, ovvero dimostrare che in Vietnam non c'erano più prigionieri statunitensi, in modo tale da non dover pagare al governo nemico pesanti riscatti. Il campo di prigionia in cui è stato inviato Rambo (e in cui era stato catturato e torturato durante la guerra nel 1971, riuscendo ad evadere da solo), infatti, secondo il Pentagono, doveva essere abbandonato da anni, cosa che si è poi rivelata infondata.
Nel frattempo, Co Bao entra nel campo sotto le spoglie d'una prostituta giunta dal paese per soddisfare le voglie sessuali dei soldati ed arriva al rifugio in cui Rambo è tenuto prigioniero. Rambo, pena la vita dell'ostaggio liberato, viene costretto da Podovskij a parlare via radio con Murdock ed a dare l'addio ai suoi finanziatori, ma anche perché il colonnello russo vuole localizzare la base americana per poterla così bombardare. Rambo, invece di congedarsi dalle armi, giura a Murdock via radio che sarebbe tornato da lui per vendicarsi.
Riuscito incredibilmente a liberarsi, anche grazie all'aiuto di Co Bao, si scambia un bacio con lei per averlo salvato, ma la ragazza viene uccisa da Vinh, così Rambo, colto dalla rabbia, medita la sua vendetta. Incomincia dunque una carneficina nella giungla: Rambo può condurre le tattiche di guerriglia a cui era stato addestrato e causa una strage di soldati russi e vietnamiti, tra cui Kinh, che invano tenta di accerchiarlo con essi. Il berretto verde uccide anche Vinh, sbudellandolo con una freccia esplosiva, poi, evitando la mitragliatrice di Yushin, riesce a salire sul suo elicottero sovietico che si stava innalzando, scontrandosi corpo a corpo con il muscoloso sergente, facendolo precipitare e morire.
Con l'elicottero sovietico, grazie al quale viene scambiato per Yushin, riesce ad entrare nel campo di concentramento, bombardando tutti i soldati e caricando i prigionieri di guerra sul mezzo volante rubato, dopo averli liberati. Cerca di tornare alla base americana in Thailandia con loro, ma Podovskij lo insegue in cielo con un elicottero molto più grosso ed in poco tempo riesce a danneggiare irreparabilmente la coda di quello di Rambo, per poi lanciargli un missile senza pietà. Trovato l'elicottero atterrato su un fiume del Laos e vedendo il soldato inerme all'interno, Podovskij sorride pensando sia morto e si avvicina per disintegrare il mezzo assicurandosi di coinvolgere lo stesso Rambo ed i prigionieri, ma Rambo lo inganna: afferrato fulmineamente un bazooka, è lui a disintegrare l'elicottero del colonnello, uccidendolo nell'esplosione.
Tornato in tempo con l'elicottero danneggiato alla base in Thailandia, Rambo colpisce Ericson con una ginocchiata sullo stomaco e una gomitata sul viso, per via del precedente abbandono; Rambo sfoga così la sua rabbia sparando colpi di mitragliatrice contro i computer dentro la base e minaccia il vile Murdock con il suo coltello, intimandogli di cercare e liberare i restanti prigionieri di guerra in tutto il Vietnam, riuscendoci e facendolo smascherare, oltre a ridare la libertà all'innocente Trautman, suo superiore leale e secondo padre per lui. Rambo, infine, parlando con quest'ultimo, gli spiega che vuole, incarnando tutti i soldati americani, che il loro paese li ami come loro amano lui, ora che anche lui è libero avendo dimostrato la propria lealtà.
L'ultima scena ritrae Rambo mentre cammina verso una nuova vita dicendo che vivrà "giorno per giorno".

## Produzione
La copia definitiva del film fu fatta visionare dall'allora presidente statunitense Ronald Reagan, il quale - già caratterista di film d'azione - lo elesse come possibile eroe nazionale: «Così sapremo chi chiamare quando ce ne sarà bisogno». Nel film vengono impiegati elicotteri come Bell 212 con apposte le insegne vietnamite atte ad indicare l'appartenenza nemica ed un Aérospatiale SA 330 Puma camuffato da sovietico Mi-24.

### Cast
I produttori del film ritenevano che Rambo avesse bisogno di un partner nella missione di salvataggio dei prigionieri del Vietnam. Inizialmente i produttori avrebbero voluto John Travolta in quel ruolo, ma Stallone non diede il suo consenso. Per il ruolo di Marshall Murdock venne invece inizialmente considerato Lee Marvin (che era già stato considerato per il ruolo del colonnello Trautman nel primo film), ma rifiutò.

### Riprese
Sebbene ambientato nel sud-est asiatico, il film è stato girato tra giugno e agosto 1984 nello stato di Guerrero, in Messico. Le scene della cascata vennero girate nei pressi di Acapulco, mentre Tecoanapa fu la cittadina maggiormente sfruttata per la realizzazione della pellicola.

## Colonna sonora
La colonna sonora è stata composta da Jerry Goldsmith ed eseguita assieme alla National Philharmonic Orchestra. Il brano di chiusura del film, Peace in Our Life, è cantato da Frank Stallone.

## Distribuzione
Il film, distribuito dalla TriStar Pictures, è stato distribuito nelle sale statunitensi a partire dal 22 maggio del 1985. In Italia fu distribuito da Medusa Distribuzione nel dicembre 1985.

## Accoglienza

### Incassi
Il film, realizzato con un budget di 44 milioni di dollari, è diventato record di incassi guadagnando poco più di 150 milioni in Nord America (300 milioni in tutto il mondo), e diventando il secondo film di maggior successo del 1985 dietro Ritorno al futuro e poco prima di Rocky IV. Il film catturò l'attenzione del presidente degli Stati Uniti d'America Ronald Reagan, il quale lodò il protagonista come un simbolo dell'Esercito americano. Fu il primo film ad essere programmato in più di 2.000 sale cinematografiche statunitensi.
Il film entrò in circolazione in Italia nel dicembre del 1985 in numerosissime sale di qualsiasi tipo ma a prezzo unico, demolendo la tradizionale suddivisione in quelle di Prima e Seconda Visione. In una sala romana faceva apparizione la controfigura dell'eroe con tanto di muscoli ed equipaggiamento. Il film fu accompagnato in Italia da numerose polemiche e critiche per il machismo, il bellicismo e la maniera rozza e stereotipata, velatamente razzista, con cui venivano presentati i vietnamiti ed i sovietici; nonostante la modestia del prodotto - da taluni giudicato "inverosimile", "un cartone animato" di puro intrattenimento - le critiche non impedirono comunque il successo della pellicola.
Il film ha avuto grande riscontro di botteghino in Italia, risultando la prima pellicola per incassi della stagione cinematografica 1985-86. All'epoca ha lanciato la moda degli sport all'aria aperta, dei corsi di sopravvivenza, dei gadget militari (memorabile il coltello da sopravvivenza), delle vetture fuoristrada e resuscitando il mercato della bicicletta con l'introduzione della mountain bike. Secondo degli addetti alla Difesa vi sarebbe stato un incremento di domande di arruolamento volontario, soprattutto nei corpi speciali. Rambo II - La vendetta è il terzo film con più audience della storia della televisione italiana con 14.580.000 spettatori, dopo La vita è bella (16.080.000 spett.) e Il nome della rosa (14.672.000 spett.) ma prima di Balla coi lupi (14.554.000 spett.).
Nel 1985 in Unione Sovietica fu prodotto un analogo film con protagonista un ufficiale dei corpi speciali Specnaz, Odinočnoe plavane (in cirillico Одиночное плаване, in italiano Missione solitaria), diffuso dalle TV commerciali italiane. Come il collega americano si trova a far fronte organismi deviati dell'esercito americano. Non mancano i combattimenti corpo a corpo e l'uso di un coltello simile all'omologo di Rambo. Si vedono degli americani - i quali interpreti parlano perfettamente l'inglese - collaborare con il "nemico" russo ed altri ringraziarlo per aver scongiurato una guerra mondiale. Finale tragico. Come commentato dalla rivista Ciak dell'agosto 1985, la cinematografia russa non considerava ancora l'utilità del sequel.

### Critica
Sul sito Rotten Tomatoes ottiene il 33% di gradimento basato su 43 recensioni professionali.
Ai Razzie Awards 1985 la pellicola si aggiudica i premi per il peggior film, peggior attore protagonista, peggior sceneggiatura e peggior canzone originale.

## Riconoscimenti
- 1986 - Premio Oscar
  - Candidatura per il miglior montaggio sonoro
- 1986 - Golden Screen
  - Miglior film